# Fantomhangyaformák

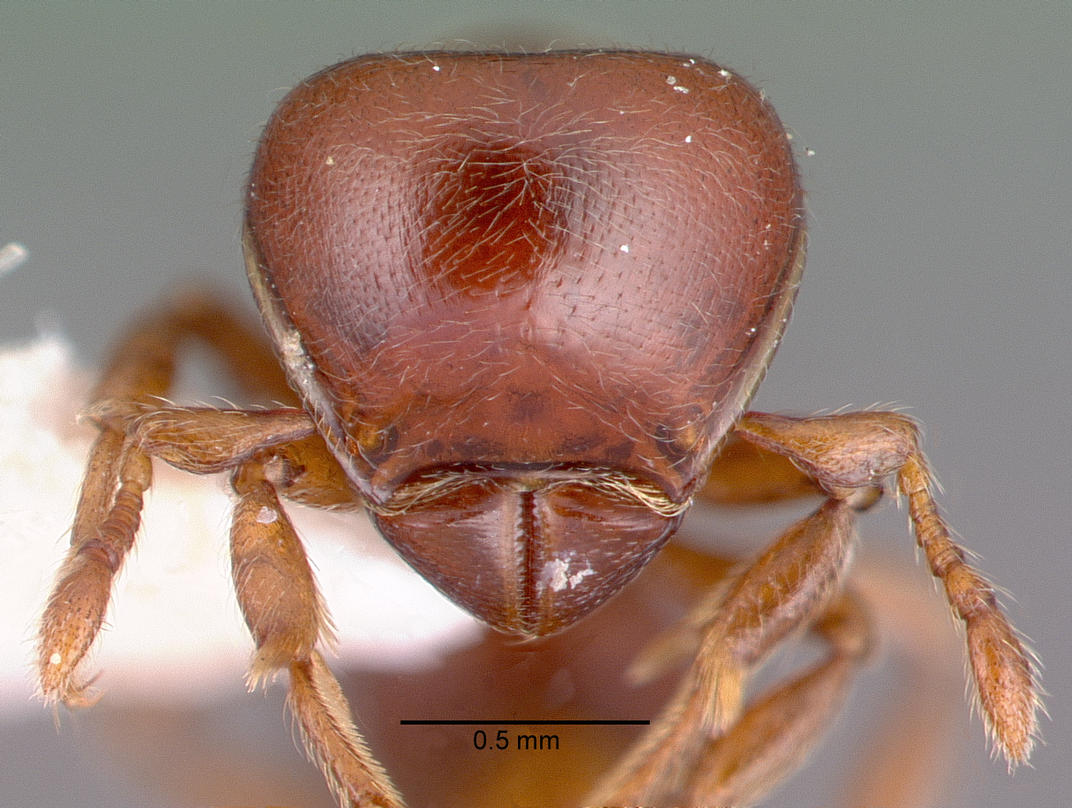
Fantomhangya (Tatuidris tatusia) feje elölnézetben

A fantomhangyaformák (Agroecomyrmecinae) a hártyásszárnyúak (Hymenoptera) fullánkosdarázs-alkatúak (Apocrita) alrendjébe sorolt hangyák (Formicidae) családjának egyik kis alcsaládja két nemzetség két recens és két kihalt nemével, összesen öt fajjal.

## Rendszertani felosztásuk
Az alcsaládot két nemzetségre bontják összesen négy nemmel:
- fantomhangya-rokonúak nemzetsége (Agroecomyrmecini) három nemmel:
  - †Agroecomyrmex nem egy kihalt fajjal:
    - †Agroecomyrmex duisburgi

- - †Eulithomyrmex nem két kihalt fajjal:
    - †Eulithomyrmex rugosus
    - †Eulithomyrmex striatus

- - fantomhangya (Tatuidris) nem egy recens fajjal:
    - fantomhangya (Tatuidris tatusia) — Mexikótól Peruig

- koronáshangya-rokonúak nemzetsége (Ankylomyrmini) egy nemmel:
  - koronáshangya (Ankylomyrma) nem egy recens fajjal:
    - koronáshangya (Ankylomyrma coronacantha) — Közép-Afrikában